# میرلا پاچه
میرلا پاچه (هلندی: Mirella Pace؛ ‏ ۱۴ اکتبر ۱۹۳۷ - ۷ نوامبر ۲۰۲۳) بازیگر، دوبلور و مدیر دوبلاژ اهل ایتالیا بود.
از فیلم‌هایی که وی در آن‌ها نقش داشته است، می‌توان به دکامرون ۳۰۰ اشاره نمود.